# Den kunstneriske arv
Den kunstneriske arv è un film documentario per la televisione del 1984 diretto da Inger Larsen e basato sulla vita del pittore danese Lars Swane.